# Habsburg–Estei Mária Terézia Johanna főhercegnő
Habsburg–Estei Mária Terézia (ismert még mint Ausztriai–Estei Mária Terézia főhercegnő, németül: Maria Theresia von Österreich-Este, olaszul: Maria Teresa d'Asburgo-Este; Milánó, Milánói Hercegség, 1773. november 1. – Genf, Svájc, 1832. március 29.), a Habsburg–Lotaringiai-ház estei ágából származó osztrák főhercegnő, modenai hercegnő, Ferdinánd Károly főherceg és Estei Mária Beatrix hercegnő legidősebb leánya, aki I. Viktor Emánuel szardíniai királlyal kötött házasságra révén savoyai hercegné és szárd–piemonti királyné. A párnak összesen hét leánya született, melyek között a későbbi Mária Anna osztrák császárné és magyar királyné, I. Ferdinánd császár és király hitvese is megtalálható.

## Élete

### Származása, testvérei
Habsburg–Estei Mária Terézia főhercegnő 1773-ban született Milánóban, Lombardia tartomány fővárosában. Édesapja Ferdinánd Károly Antal osztrák főherceg (1754–1806) volt, I. (Lotaringiai) Ferenc német-római császár és Mária Terézia császárné fia, Lombardia főkormányzója, II. József császár öccse.
Édesanyja Estei Mária Beatrix modenai hercegnő (Principessa Maria Beatrice Ricciarda d'Este, duchessa di Modena, 1750–1829) volt, III. Herkules Regináld (Ercole III. Rinaldo d’Este) hercegnek, Modena és Reggio Hercegség trónörökösének, 1780-tól III. Herkules néven Modena utolsó Este-házi uralkodó hercegének és a Cybo–Malaspina családból származó Mária Terézia hercegnőnek (1725–1790), 1731 óta Massa és Carrara Hercegség uralkodó hercegnőjének egyetlen élő leánya, az Este-ház utolsó tagja, és a Este hercegi birtokok örököse.
A szülők 1771-ben kötött házasságukkal megalapították a Habsburg–Lotaringiai-ház Este–Modenai mellékágát Haus von Österreich-Este). 10 gyermekük született, köztük Mária Terézia Johanna volt a legidősebb. Nevét nagyanyja, Mária Terézia császárné után kapta. A testvérek közül heten érték meg a felnőttkort.
- József Ferenc főherceg (*/† 1772), születésekor meghalt.
- Mária Terézia Johanna főhercegnő (1773–1832), I. Viktor Emánuel szárd–piemonti király felesége.
- Jozefina főhercegnő (1775–1776), kisgyermekként meghalt.
- Mária Leopoldina főhercegnő (1776–1848), aki Károly Tivadar (Theodor) pfalzi és bajor választófejedelemhez, majd Ludwig von Arco grófhoz ment feleségül.
- Ferenc József Károly főherceg (1779–1846), később IV. Ferenc néven Modena uralkodó hercege.
- Ferdinánd Károly József főherceg (1781–1850) császári tábornagy, Galícia császári főkormányzója.
- Miksa József főherceg (1782–1863) tüzértábornok, erődítési szakértő, 1835–63-ig a Német Lovagrend 56. Nagymestere.
- Mária Antónia főhercegnő (1784–1786), kisgyermekkorban meghalt.
- Károly Ambrus főherceg (1785–1809) magyar hercegprímás, 1808-tól esztergomi érsek.
- Mária Ludovika Beatrix főhercegnő (1787–1816), aki I. Ferenc osztrák császár harmadik felesége lett.

### Házassága, utódai

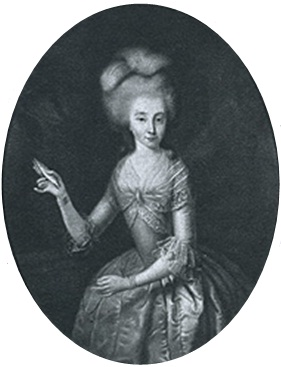
Mária Terézia Johanna főhercegnő, szárd–piemonti királyné
(Giovanni Panealbo festménye)

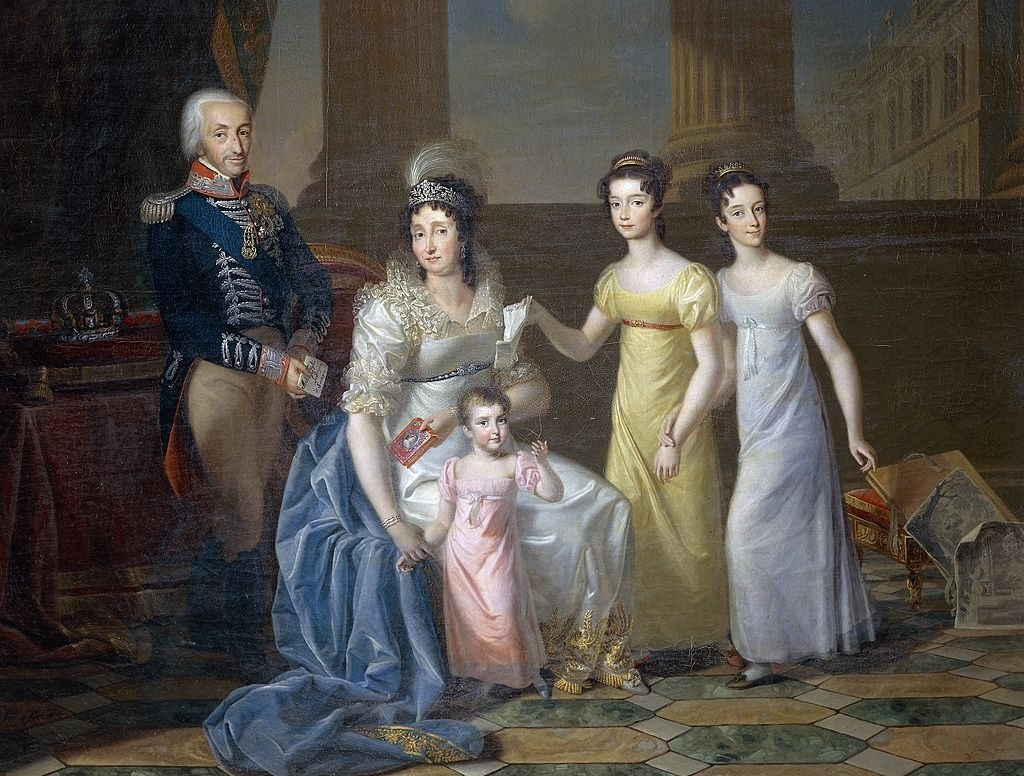
Mária Terézia Johanna királyné férjével, Viktor Emánuel királlyal, és ifjabb leányaival, Mária Teréziával, Mária Anna Karolina Piával és Mária Krisztinával (1820 körül).

Mária Terézia főhercegnő a Savoyai-házból származó, 30 éves Viktor Emánuel szárd–piemonti királyi herceghez (1759–1824), a későbbi I. Viktor Emánuel királyhoz, III. Viktor Amadé szárd–piemonti királynak (Savoya hercegének, 1726–1796) és a Bourbon-házból való Mária Antónia spanyol infánsnőnek (1729–1785) fiához ment feleségül.
A 15 éves menyasszonyt a 30 éves vőlegény szabályos kívánságlista alapján választotta ki. A  szárd királyi udvar minden jelöltről begyűjtötte a kívánt adatokat: szépség, bőrszín, testmagasság, egészségi állapot, fogsor, arckifejezés, jellem, szellemi színvonal, illemtudás, vallásosság, életvitel, jó vagy rossz étvágy, kiállott betegségek. A legfontosabb beszerzendő információ az volt, hogy a hölgy átesett-e a feketehimlőn, vagy legalábbis be van-e oltva ellene. Az adatok kiértékelése után a szárd királyi vőlegény választása Mária Terézia főhercegnőre esett, megelőzve egy francia hercegnőt.
A házasságot 1788-ban képviselők útján (per procuram) kötötték meg, majd 1789. április 21-én Novarában megtartották az esküvőt.
Házasságukból hat gyermek született, négyen érték meg a felnőttkort, címzésük szerint a Savoyai-házból való szárd–piemonti királyi hercegek és hercegnők:
1. Mária Beatrix Viktória (1792–1840), aki saját anyai nagybátyjához, IV. Ferenc modenai herceghez (1779–1846), Ferdinánd Károly Antal főherceg fiához.
2. Mária Adelheid (1794–1795), kisgyermekként meghalt.
3. Károly Emánuel (1796–1799), Vercelli grófja, Piemont hercege, kisgyermekként meghalt.
4. Mária Terézia (1803–1879), aki a Bourbon-házból való Károly Lajoshoz, Parma és Lucca hercegéhez, az Etruriai Királyság utolsó uralkodójához ment feleségül.
5. Mária Anna Karolina Pia (1803–1884), aki Ferdinánd osztrák császárhoz, magyar és cseh királyhoz ment férjhez.
6. Mária Krisztina (1812–1836), aki II. Ferdinánd nápoly–szicíliai király (1810–1859) felesége lett.

Egyetlen fiúgyermekük kétéves korában meghalt feketehimlőben. A második legkisebb leány az epilepsziás és szellemileg visszamaradott Ferdinánd osztrák császárhoz ment férjhez, akit haláláig önfeláldozóan gondozott.

### Szardínia és Piemont királynéja
1798-ban Bonaparte tábornok csapatai megszállták Savoyát és Piemontot. Az uralkodó és a hercegi családok Szardíniára menekültek, itt várták ki a napóleoni háborúk végét. 1802. június 4-én IV. Károly Emánuel szárd–piemonti király (1751–1819), Mária Terézia sógora lemondott a trónról öccse javára, akit I. Viktor Emánuel szárd–piemonti király néven koronáztak meg. Mária Terézia hercegné az ország királynéja lett. 1819-ben, a visszavonultan élő Károly Emánuel elhunytával I. Viktor Emánuel király örökölte Savoya hercegének címét is.
Napóleon bukása után, 1814-ben Mária Terézia királynéként tért vissza férjével Torinóba. Viktor Emánuel zsarnoki uralma ellen 1821-ben zavargások törtek ki, férje a lemondást mérlegelte. A koronatanács előtt Mária Terézia királyné késznek mutatkozott, hogy régensként átvegye a hatalmat. Végül azonban Viktor Emánuel férje nem a királyné, hanem öccse, Károly Félix javára mondott le a trónról.
Három évvel később Viktor Emánuel elhunyt. Az özvegy Mária Terézia királyné nyolc évvel élte túl férjét. 1832-ben halt meg Genfben. Testét a torinói Superga Bazilika (Basilica di Superga) kriptájában helyezték örök nyugalomra, férje mellé.